# 굿모닝 대한민국
《굿모닝 대한민국》은 KBS 2TV에서 매주 평일 아침 7시 30분에 방송 중인 아침 정보 프로그램이다.

## 기획 의도
눈 깜짝 할 사이 수많은 정보가 쏟아지는 시대!
정보의 홍수 속 잘 먹고 잘 살기 위해 우리는 어떤 정보를 알아야 할까?
당신의 삶을 풍요롭게 할 알짜배기 정보를 찾아드립니다!
신선하고 다양한 정보를 알차게 전하며 시청자들과 공감하는 '본격 생활 정보 프로그램' KBS 2TV <굿모닝 대한민국>

## 방송 시간
- 현재 방송 시간은 2025년 8월 11일부터 기준으로 하고 있다.

| 방송 채널 | 방송 기간                          | 방송 시간                                       | 방송 분량  |
| --------- | ---------------------------------- | ----------------------------------------------- | ---------- |
| KBS 2TV   | 2011년 5월 30일 ~ 2011년 11월 4일  | 평일 아침 6시 ~ 아침 7시 50분                   | 1시간 50분 |
| KBS 2TV   | 2011년 11월 7일 ~ 2014년 5월 19일  | 평일 오전 6시 ~ 아침 8시                        | 2시간      |
| KBS 2TV   | 2014년 11월 3일 ~ 2014년 12월 31일 | 평일 오전 6시 ~ 아침 8시                        | 2시간      |
| KBS 2TV   | 2014년 5월 20일 ~ 2014년 5월 30일  | 평일 아침 7시 ~ 오전 9시                        | 2시간      |
| KBS 2TV   | 2014년 6월 2일 ~ 2014년 10월 31일  | 평일 아침 7시 ~ 아침 8시                        | 1시간      |
| KBS 2TV   | 2024년 12월 7일 ~ 2025년 5월 17일  | 토요일 아침 7시 10분 ~ 아침 8시 40분            | 1시간 30분 |
| KBS 2TV   | 2025년 5월 24일 ~ 2025년 8월 10일  | 토요일 아침 7시 10분 ~ 아침 8시 40분 (생방송)   | 1시간 30분 |
| KBS 2TV   | 2025년 5월 24일 ~ 2025년 8월 10일  | 일요일 아침 7시 25분 ~ 아침 8시 30분 (녹화방송) | 1시간 5분  |
| KBS 2TV   | 2025년 8월 11일 ~ 현재             | 평일 아침 7시 30분 ~ 아침 8시 50분              | 1시간 20분 |

## MC

### 시즌 1
| 대수 | 진행자       | 진행자       | 진행 기간                           | 비고 |
| 대수 | 남성         | 여성         | 진행 기간                           | 비고 |
| ---- | ------------ | ------------ | ----------------------------------- | ---- |
| 1기  | 한상권(21기) | 이현주(35기) | 2011년 5월 30일 ~ 2011년 11월 4일   |      |
| 2기  | 한상권(21기) | 김솔희       | 2011년 11월 7일 ~ 2013년 4월 5일    |      |
| 3기  | 한상권(21기) | 정다은(34기) | 2013년 4월 8일 ~ 2013년 10월 18일   |      |
| 4기  | 오언종       | 정다은(34기) | 2013년 10월 21일 ~ 2014년 10월 31일 |      |
| 5기  | 장웅(26기)   | 윤수영(31기) | 2014년 11월 3일 ~ 2014년 12월 31일  |      |

### 시즌 2
| 대수 | 진행자 | 진행자 | 진행 기간                         | 비고  |
| 대수 | 남성   | 여성   | 진행 기간                         | 비고  |
| ---- | ------ | ------ | --------------------------------- | ----- |
| 1대  | 김진웅 | 김진희 | 2024년 12월 7일 ~ 2025년 5월 17일 |       |
| 2대  | 김진웅 | 이예원 | 2025년 5월 24일 ~ 현재            | [ 7 ] |

## 코너

### 방영 코너
- 글로벌코리안
- 정보톡톡
- 건강한 우리 식탁
- 가족의 세계 → 사건의 재구성 (양나래 변호사)
- 직업의 세계
- 화제의 영상
- 주말엔 여기 (가수 백장미)
- 엄마를 부탁해 (가수 노지훈)
- 굿모닝! 건강 브런치 (MC 최희, 이동엽)
- 미식투어 먹을만한 한끼
- 묻고 답하는 상담소 (MC 조연우)
- 경제트렌드
- 닥터X파일 (MC 권일용 프로파일러, 김상현)
- 집중탐구 내몸튼튼 플러스
- 황금검
- 알면 알수록
- 굿모닝 잡스타
- 굿모닝 삶의 현장

### 종영 코너

#### 1부
- 김지원(39기)의 스포츠 톡톡
- 모닝 브리핑
- LTE 당신을 응원합니다
- 화제의 인물 초대석
- 굿모닝 매거진
- 테마기획

#### 2부
- 휴먼
- 생활경제
- LTE 당신을 응원합니다
- 명사 초대석
- 소비자 정보
- 세상만사 대한민국
- 날씨

#### 시즌 2
- 주간 핫 이슈

## 타이틀 변천사
- 현재 타이틀은 2025년 5월 24일부터 기준으로 한다.

| 기수 | 프로그램 타이틀        | 방송 기간                          |
| ---- | ---------------------- | ---------------------------------- |
| 1기  | 상쾌한 아침입니다      | 1981년 9월 7일 ~ 1984년 3월 31일   |
| 2기  | 출발, 기동취재반       | 1984년 4월 2일 ~ 1984년 10월 27일  |
| 3기  | 7시/8시 명랑열차       | 1984년 10월 29일 ~ 1986년 5월 24일 |
| 4기  | 아침의 광장            | 1986년 5월 26일 ~ 1987년 2월 28일  |
| 5기  | 생방송 전국은 지금     | 1987년 3월 2일 ~ 1994년 10월 8일   |
| 6기  | 생방송 TV 정보센터     | 1994년 10월 10일 ~ 1995년 4월 29일 |
| 7기  | 생방송 아침을 달린다   | 1995년 5월 1일 ~ 1997년 3월 1일    |
| 8기  | 생방송 좋은 아침입니다 | 1997년 3월 3일 ~ 2000년 4월 29일   |
| 9기  | 생방송 오늘            | 2000년 5월 1일 ~ 2001년 11월 3일   |
| 10기 | 생방송 세상의 아침     | 2001년 11월 5일 ~ 2009년 10월 17일 |
| 11기 | 생방송 오늘            | 2009년 10월 19일 ~ 2011년 5월 28일 |
| 12기 | 굿모닝 대한민국        | 2011년 5월 30일 ~ 2014년 12월 31일 |
| 13기 | 2TV 아침               | 2015년 1월 1일 ~ 2016년 4월 22일   |
| 14기 | 생방송 아침이 좋다     | 2016년 4월 25일 ~ 2020년 7월 3일   |
| 15기 | 굿모닝 대한민국 라이브 | 2020년 7월 6일 ~ 2022년 5월 6일    |
| 16기 | 해 볼만한 아침 M&W     | 2022년 5월 9일 ~ 2024년 2월 2일    |
| 17기 | 생방송 굿모닝 대한민국 | 2024년 12월 7일 ~ 2025년 5월 17일  |
| 18기 | 굿모닝 대한민국        | 2025년 5월 24일 ~ 현재             |

## 경쟁 프로그램
- 아침마당 (KBS 1TV)
- 생방송 오늘아침 (MBC TV)
- 모닝와이드 3부 (SBS TV)
- 굿모닝 정보세상 (TV조선)
- 행복한 아침 (채널A)